# Rover Metro
Rover Metro je malý automobil, který v letech 1980 až 1998 vyráběla britská automobilka Rover. Celkem bylo vyrobeno 2 078 218 vozů. Vůz byl poprvé představen v roce 1980 pod značkou Austin Rover Group.

## Austin Metro

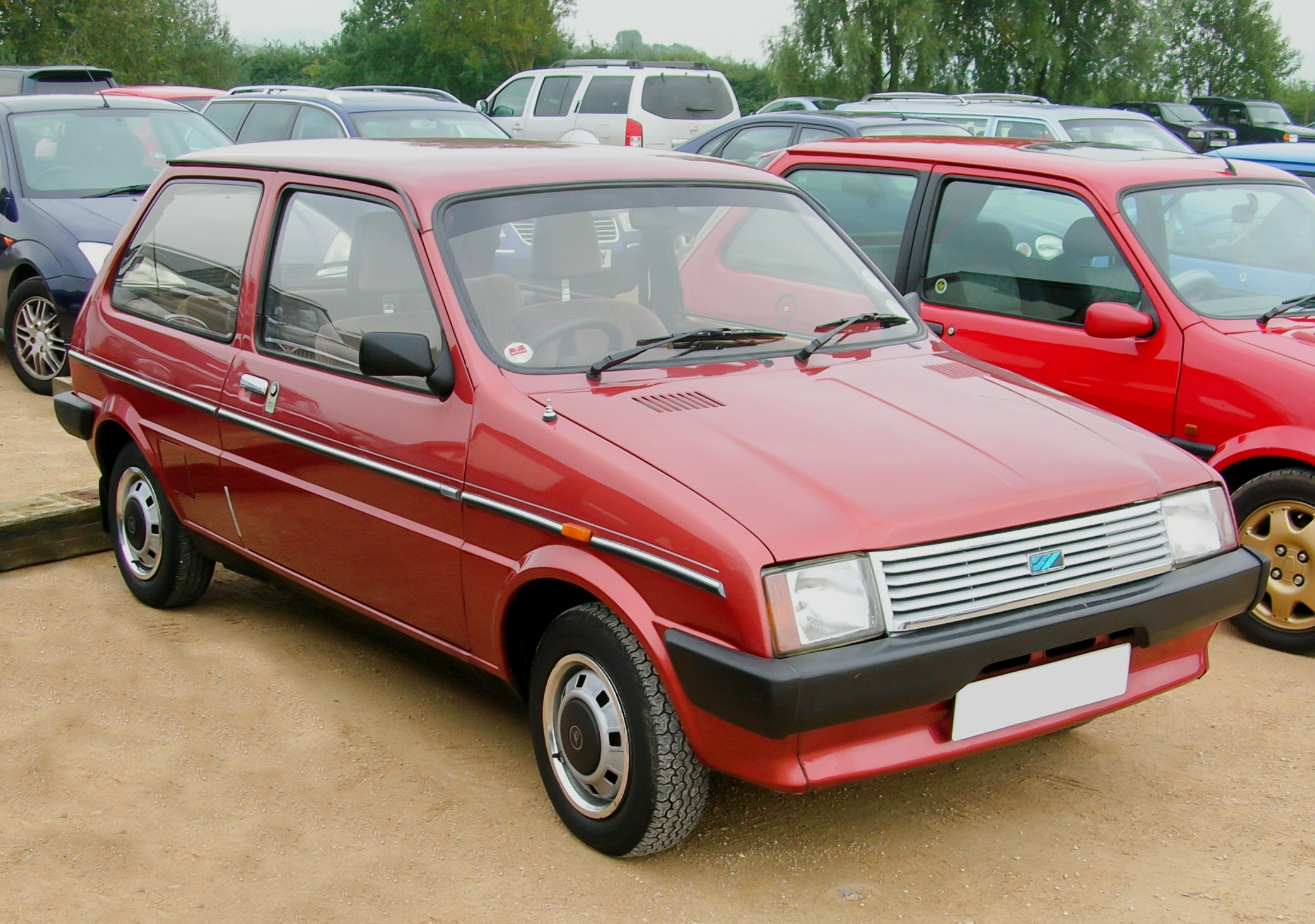
Austin Metro

Původně bylo zamýšleno, jako nástupce za populární vůz Mini. Ten se nakonec ale vyrábět nepřestal. Od roku 1982 se začal vůz prodávat i pod značkou MG Metro. Na základě toho byl postaven i rallyeový speciál. Sportovní verze MG měla červené bezpečnostní pásy a sportovní volant. V roce 1985 prošel vůz faceliftem.

## Rover Metro
Rover Metro se vyráběl čtyři roky do 1994. Celý vůz byl modernizován. Automobil dostal dokonce sedadla z vozu Rover 200. Opět byl pozměněn vzhled. Automobil získal ocenění Car of the year časopisu What Car. Metro bylo nahrazeno vozem Rover 100.

## Motory
- 1.0
- 1.3
- 1.3 Turbo
- 1.1 SPI 8V
- 1.4 SPI 8/16V
- 1.4 MPI 8/16V

## MG Metro 6R4

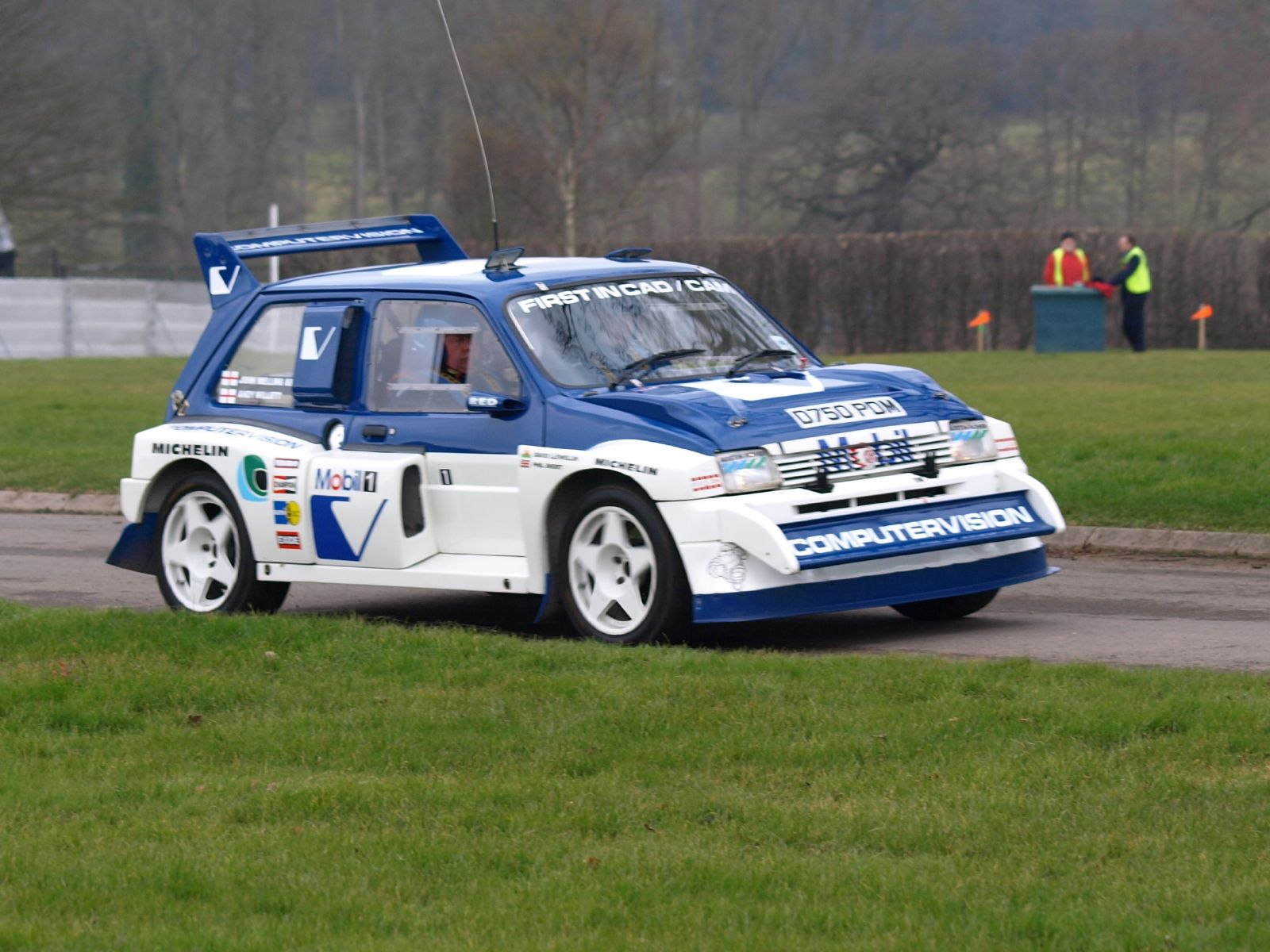
Metro 6R4 na historických závodech

Automobilka Rover se původně chtěla zúčastnit mistrovství světa s vozem Rover SD1 Vitesse. Po vzoru úspěšného vozu Peugeot 205 bylo ale rozhodnuto o stavbě malého soutěžního speciálu pro skupinu B. Motor, který vycházel z Vitesse, byl přemístěn do středu vozu a vůz dostal velký bodykit. První starty proběhly na britských soutěžích už v roce 1984. Homologace proběhla až v roce 1985 a první soutěží mistrovství světa byla RAC Rallye 1985, kde Tony Pond skončil třetí. Ale vozy nevyhrály ani jednu soutěž. Po konci skupiny B vozy startovaly v rallycrossu nebo na rallye v Británii.
Automobil měl trubkový rám s karoserií z kompozitních materiálů. K pohonu sloužil atmosférický vidlicový šestiválec s rozvodem DOHC o objemu 2999 cm3, který dosahoval výkonu 301 kW a točivého momentu 402 Nm. Spojka byla dvoulamelová s talířovou pružinou. Převodovka byla pětistupňová manuální.
Rozměry
- Délka 3657 mm
- Šířka – 1860 mm
- Hmotnost 980 kg